# Lista de aeronaves da Força Aérea Portuguesa

Insígnia de aeronaves da Força Aérea Portuguesa

Esta é uma lista de aeronaves da Força Aérea Portuguesa que se encontram em actividade.
A Força Aérea Portuguesa (FAP) é o ramo aéreo das Forças Armadas de Portugal. Criada no dia 1 de Julho de 1952, foi formada a partir da união entre a componente aérea do Exército Português (Aeronáutica Militar) e da Marinha Portuguesa (Aviação Naval). Ao longo dos anos, a FAP foi adquirindo aeronaves de diversos países como os Estados Unidos, França, Alemanha, Reino Unido e Itália. Todas as aeronaves desta lista encontram-se operacionais para servir os interesses de Portugal e cumprir a missão da FAP, no que diz respeito à defesa do espaço aéreo português, patrulha marítima no combate ao tráfico e contrabando, transporte aéreo militar e de apoio à protecção civil e busca e salvamento, assim como participar em missões internacionais de manutenção da paz.

## Aviões
Segue a lista das aeronaves ativas na Força Aérea Portuguesa.
| Aeronave                                                   | Origem                | Missão | Variante           | Quantidade                   | Esquadra                                            | Imagem             | Refs               |
| Caça e bombardeiro                                         | Caça e bombardeiro    | Caça e bombardeiro | Caça e bombardeiro | Caça e bombardeiro           | Caça e bombardeiro                                  | Caça e bombardeiro | Caça e bombardeiro |
| ---------------------------------------------------------- | --------------------- | --- | ------------------ | ---------------------------- | --------------------------------------------------- | ------------------ | ------------------ |
| F-16AM Fighting Falcon                                     | Estados Unidos        | Luta Aérea Defensiva Luta Aérea Ofensiva                                                                                      | F-16AM MLU         | 24                           | Esquadra 201 - "Falcões" Esquadra 301 - "Jaguares"  |                    | [ 2 ]              |
| F-16BM Fighting Falcon                                     | Estados Unidos        | Luta Aérea Defensiva Luta Aérea Ofensiva Instrução                                                                            | F-16BM MLU         | 4                            | Esquadra 201 - "Falcões" Esquadra 301 - "Jaguares"" |                    | [ 2 ]              |
| Apoio Aéreo Próximo                                        |                       | |                    |                              |                                                     |                    |                    |
| Embraer EMB-314 Super Tucano                               | Brasil Portugal       | Apoio Aéreo Próximo | N                  | 12 encomendados              | Esquadra 103 - "Caracóis"                           |                    | [ 3 ]              |
| Guerra antissubmarina, antissuperfície e patrulha marítima |                       | |                    |                              |                                                     |                    |                    |
| CASA C-295                                                 | Espanha               | Patrulha Marítima Busca e Salvamento                                                                                          | Persuader          | 5                            | Esquadra 502 - "Elefantes"                          |                    | [ 2 ]              |
| Lockheed P-3 Orion                                         | Estados Unidos        | Busca e Salvamento Vigilância e Reconhecimento Guerra AntiSuperfície Guerra AntiSubmarina                                     | P-3C CUP + Orion   | 9 + 2 encomendados           | Esquadra 601 - "Lobos"                              |                    | [ 2 ]              |
| Transporte aéreo                                           |                       | |                    |                              |                                                     |                    |                    |
| Embraer C-390 Millennium                                   | Brasil Portugal       | Transporte Aéreo | KC-390             | 2 + 4 encomendados           | Esquadra 506 -"Rinocerontes"                        |                    | [ 5 ]              |
| C-130 Hercules                                             | Estados Unidos        | Transporte Aéreo | C-130H/H-30        | 5                            | Esquadra 501 - "Bisontes"                           |                    | [ 2 ]              |
| CASA C-295                                                 | Espanha               | Transporte Aéreo | C-295M             | 7                            | Esquadra 502 - "Elefantes"                          |                    | [ 2 ]              |
| Missões especiais                                          |                       | |                    |                              |                                                     |                    |                    |
| Falcon 50                                                  | França                | Transporte Aéreo Evacuação Médica                                                                                             |                    | 3                            | Esquadra 504 - "Linces"                             |                    | [ 2 ]              |
| Falcon 900                                                 | França                | Transporte Aéreo Evacuação Médica                                                                                             |                    | 1                            | Esquadra 504 - "Linces"                             |                    | [ 6 ]              |
| Luta aérea contra os incêndios                             |                       | |                    |                              |                                                     |                    |                    |
| Canadair CL-515                                            | Canadá                | Combate a Incêndios |                    | 2 encomendados               |                                                     |                    | [ 7 ]              |
| Helicópteros                                               |                       | |                    |                              |                                                     |                    |                    |
| EH-101 Merlin                                              | Reino Unido · Itália  | Transporte Aéreo Busca e Salvamento Vigilância e Reconhecimento                                                               |                    | 12                           | Esquadra 751 - "Pumas"                              |                    | [ 2 ]              |
| Sikorsky UH-60                                             | Estados Unidos        | Combate a Incêndios Transporte Aéreo Vigilância e Reconhecimento                                                              | UH-60A             | 4+5                          | Esquadra 551 - "Panteras"                           |                    | [ 8 ]              |
| AgustaWestland AW119 Koala                                 | Itália Estados Unidos | Instrução Básica Busca e Salvamento Vigilância e Reconhecimento Instrução Complementar Conversão Operacional Transporte Aéreo | AW119Kx            | 7                            | Esquadra 552 - "Zangões"                            |                    | [ 2 ]              |
| Eurocopter AS350 Ecureuil                                  | França                | Combate a Incêndios Transporte Aéreo Vigilância e Reconhecimento                                                              | AS350 B3           | 3 (Geridos pela Força Aérea) |                                                     |                    | [ 9 ] [ 10 ]       |
| Treino e ataque ligeiro                                    |                       | |                    |                              |                                                     |                    |                    |
| Epsion TB-30                                               | França Portugal       | Instrução Elementar Instrução Básica                                                                                          |                    | 16                           | Esquadra 101 - "Roncos"                             |                    | [ 2 ]              |
| OGMA DHC-1 Chipmunk                                        | Portugal              | Instrução Básica | Mk 20              | 7                            | Esquadra 802 - "Águias"                             |                    | [ 2 ]              |
| LET L-23                                                   | Chéquia               | Instrução Básica |                    | 3                            | Esquadra 802 - "Águias"                             |                    | [ 11 ]             |
| Schleicher ASK 21                                          | Alemanha              | Instrução Básica |                    | 4                            | Esquadra 802 - "Águias"                             |                    | [ 12 ]             |
| Veículos aéreos não tripulados                             |                       | |                    |                              |                                                     |                    |                    |
| UAVision OGASSA OGS42                                      | Portugal              | Patrulha Prevenção de Incêndios Vigilância Florestal Vigilância e Reconhecimento                                              | OGS42N/VN          | 12                           | Esquadra 991 "Harpias"                              |                    | [ 13 ] [ 14 ]      |
| ANTEX-M                                                    | Portugal              | Aeronave Não-Tripulada Experimental                                                                                           |                    | 4                            |                                                     |                    | [ 15 ]             |